# Vilanova de Meià
Vilanova de Meyá và Vilanova de Meià là một đô thị trong tỉnh Lérida, cộng đồng tự trị quần đảo Canary Tây Ban Nha. Đô thị Vilanova de Meià có diện tích là 73,88 ki-lô-mét vuông, dân số năm 2009 là 450 người với mật độ 2,68 người/km². Đô thị Vilanova de Meià có cự ly km so với tỉnh lỵ Lérida.